# Liste des évêques de Caiazzo
Cette liste recense les évêques qui se sont succédé sur le siège du diocèse de Caiazzo. En 1818, le diocèse est supprimé et uni au diocèse de Caserte. Il est restauré en 1849 par le pape Pie IX. En 1978, Mgr Campagna est nommé évêque des deux diocèses d'Alife et de Caiazzo les unissant in persona episcopi. Ils sont pleinement unis en 1986 et le nouveau diocèse prend le nom de diocèse d'Alife-Caiazzo.

## Évêques de Caiazzo
- Orso Ier (mentionné en 966/967)
- Saint Étienne Minicillo (it) (979-1023)
- Saint Ferdinand de Cajazzo (1070-1082)
- Costantino (1098-1100)
- Pietro Ier (mentionné en 1106)
- Tommaso (mentionné en 1109)
- Orso II (1117-1123)
- Stazio (1133-1134)
- Guglielmo Ier (1155-1166), déposé
- Guglielmo II (1170-1181)
- Doferio (1183-1189), nommé archevêque de Bari
- Giovanni Ier (1195-1224)
- Giacomo Almundi (1225-1253)
- Nicola Minade (1254-1257)
- Andrea Riccardi (1257-1272)
- Giovanni di Aversa (1274-1275)
- Andrea de Ducenta (1276-1283)
- Gerardo da Narni (1283-1293)
- Pietro II (1294-1308)
- Giovanni II (1308-1309)
- Tommaso de Pascasio (1309-1333)
- Giovanni Mottola (1333-1356)
- Ruggero Valenti, O.F.M (1362-1375)
- Francesco Zancati (1375-1378), déposé
  - Bartolomeo da Todi, O.F.M (1383- ?), antiévêque
  - Andrea di Amandola, O.F.M (1393- ?), antiévêque
- Bartolomeo (1379-1391)
- Giovanni Antonello Gattoli (1391-1393)
- Francesco (1393-1404)
- Andrea Serao (1404-1422)
- Giovanni d'Aversa (1422-1445)
- Antonio d'Errico (1446-1472)
- Giuliano Mirto Frangipane (1472-1480), nommé évêque de Tropea
- Giacomo de Luciis (1480-1503)
  - Oliviero Carafa (1506-1507), administrateur apostolique
- Vincio Maffa (1507-1517)
- Galeazzo Butrigario (1518-1518)
- Bernardino de Prato (1520-1522)
- Vianesio Albergati (1522-1527)
- Ascanio Parisani (1528-1529), nommé évêque de Rimini
  - Antonio Maria Ciocchi del Monte (1529-1529), administrateur apostolique
- Alessandro Mirto (1529-1537)
- Fabio Mirto Frangipani (1537-1572), nommé archevêque de Nazareth
- Ottavio Mirto Frangipani (1572-1592), nommé évêque de Tricarico
- Orazio Acquaviva, O.Cist (1592-1617)
- Paolo Filomarino, C.R (1617-1623)
- Filippo Benedetto de Sio, O.F.M (1623-1641), nommé évêque de Boiano
- Sigismondo Taddei (1641-1647)
- Francesco Perrone (1648-1656)
- Giuseppe Petagna (1657-1679)
- Giacomo Villani (1679-1690)
- Francesco Bonesana, C.R (1692-1695), nommé évêque de Côme
- Maioranus Figlioli (1696-1712)
  - Siège vacant (1712-1718)
- Giacomo Falconi (1718-1727)
- Costantino Vigilante (1727-1754)
- Giuseppe Antonio Piperni (1754-1780)
  - Siège vacant (1780-1792)
- Filippo d'Ambrogio (1792-1799)
  - Siège vacant (1799-1818)
  - Siège supprimé (1818-1850)
- Gabriele Ventriglia (1852-1859)
- Luigi Riccio (1860-1873)
- Giuseppe Spinelli (1874-1883)
- Raffaele Danise, M.I (1884-1898)
- Felice de Siena (1898-1902)
- Federico de Martino (1902-1908), nommé évêque de Castellaneta
- Adolfo Turchi (1909-1914)
- Luigi Ermini (1914-1921), nommé évêque de Fabriano et Matelica
- Nicola Maria di Girolamo (1922-1963)
  - Siège vacant (1963-1978)
- Angelo Campagna (1978-1986), nommé évêque d'Alife-Caiazzo

## Sources
- « Diocese of Alife-Caiazzo »